# Navi mercantili armate giapponesi
Le navi mercantili armate giapponesi (Tokusetsu Jun'yokan) furono navi passeggeri e da carico civili giapponesi riconvertite in mercantili armate dalla Marina imperiale giapponese durante la seconda guerra mondiale per essere usate per attaccare il traffico mercantile alleato.

## Origine
Il successo delle navi corsare tedesche nella prima guerra mondiale attirò l'attenzione della Marina imperiale. Nel 1941 requisì due navi passeggeri e da carico (la Aikoku Maru e la Hokoku Maru) della Osaka Shipping Line che gestiva i viaggi marittimi con il Sud America, per convertirle in navi mercantili armate o AMC.
In seguito al successo delle prime due navi ulteriori 13 navi mercantili furono convertite in navi mercantili armate. Ma alla fine del 1943, 5 di queste navi risulteranno affondate, e lo Stato Maggiore della Marina Imperiale giapponese fece convertire 6 corsare in trasporti e navi appoggio; mentre le ultime due furono perse in azione nel 1944.
Le navi convertite furono:
- Classe Aikoku Maru
  - Aikoku Maru
  - Hokoku Maru
  - Gokoku Maru
- Classe Akagi Maru
  - Akagi Maru
  - Asaka Maru
  - Awata Maru
- Classe Bangkok Maru
  - Bangkok Maru
  - Kinryu Maru
  - Saigon Maru
- Classe Kiyosumi Maru
  - Kiyosumi Maru
  - Kongo Maru
  - Ukishima Maru
- Noshiro Maru

## Operazioni nell'oceano Pacifico
Nel tardo pomeriggio del 24 novembre 1941, la Aikoku Maru e la Hokoku Maru' lasciarono il porto di Iwakuni dirette alle isole Marshall, all'altezza dell'atollo di Jaluit, dove si rifornirono di carburante, viveri e materiali bellici vari. Dopo due giorni ripartirono facendo rotta verso sud.
La sera del 13 dicembre 1941 le due corsare avvistarono il piroscafo statunitense Vincent da 6.210 t.s.l., partito da Sydney e diretto verso Panama con a bordo un grosso carico di riso. All'altezza dell'isola di Pitcairn venne fatto segno da 8 colpi di cannone e da un siluro, tutti andati a segno. In pochi attimi il "Vincent" colò a picco avvolto dalle fiamme. I 9 ufficiali e i 27 marinai dell'equipaggio furono tratti in salvo dalla Aikoku Maru.
Nel tardo pomeriggio del 31 dicembre 1941 il ricognitore della Aikoku Maru individuò un mercantile nemico, la nave da carico statunitense Malama da 3.275 t.s.l. proveniente da San Francisco e diretta a Manila nelle Filippine. Successivamente all'avvistamento l'aereo giapponese scomparve.
La mattina del 2 gennaio Il ricognitore di riserva localizzò nuovamente la Malama a sud delle isole della Società, intimandone la resa dopo averla sorvolata più volte. Dopo aver ricevuta risposta negativa, l'aereo giapponese tornò nel pomeriggio per bombardarla. Centrata da 4 bombe, la Malama colò a picco nel giro di pochi minuti avvolta dalle fiamme. I naufraghi vennero raccolti dalle due corsare giapponesi giunte nel frattempo sul luogo dell'affondamento.
Il 4 febbraio 1942 la corsare raggiunsero l'arcipelago di Truk, ripartendo il giorno stesso per la base di Hashirajima. Durante la navigazione, nella notte dell'11 febbraio, intercettarono e ispezionarono la nave mercantile sovietica Kym da 5.114 t.s.l. Il 13 febbraio le due corsare sbarcaronoo i 76 naufraghi del Vincent e del Malama' nella baia di Ōita (Kyūshū), per ripartire poi per Hashirajima, raggiungendola la sera stessa.

## Operazioni nell'oceano Indiano
Il 29 marzo 1942, il 24º squadrone corsari venne sciolto e le due corsare Aikoku Maru e Hokoku Maru vennero aggregate all'8ª flottiglia sommergibili. Così il 16 aprile 1942 le due corsare salparono da Hashirajima. In alto mare, tra il 20 e il 27 aprile, rifornirono di carburante il sommergibile I-30.
Il 9 maggio 1942 le due corsare intercettarono e catturarono la petroliera olandese Genota da 7.987 t.s.l., in navigazione a 480 miglia di distanza a sud-est di Diego Suarez. Condotta in un porto controllato dai giapponesi, la petroliera diventò la giapponese Ose.
Successivamente, intercettarono il trasporto truppe inglese Elysia da 6.757 t.s.l. in navigazione a sud dello stretto del Mozambico. All'alba del 5 giugno la Elysia venne attaccata dalle corsare e quattro giorni dopo fu affondata dal sommergibile "I-18" del comandante Otani.
Il 17 giugno, rifornirono di carburante i sommergibili del "distaccamento Ko", appartenente all'8ª Flottiglia sommergibili. Poi si spostarono nelle acque a sud di Ceylon.
Lì, il 12 luglio, intimarono con successo la resa al mercantile neozelandese Hauraki da 7.113 t.s.l. La nave proseguì la navigazione fino al Giappone, dove venne incorporata nella flotta giapponese col nome di Hoki Maru e prestò servizio come nave da trasporto nei mari del sud.

## Navi affondate o catturate
Queste sono le navi affondate o catturate dalle corsare giapponesi:
- Vicent, (statunitense, da 6.210 t.s.l.), affondata il 12 dicembre 1941;
- Malama, (statunitense, da 3.275 t.s.l.), bombardata e affondata, con la partecipazione di un idrovolante, il 1º gennaio 1942;
- Genota, (olandese, da 7.987 t.s.l.), catturata il 9 maggio 1942;
- Elysia, (inglese, da 6.757 t.s.l.), cannoneggiata il 5 giugno e affondata il 9 giugno 1942 dal sottomarino giapponese I-18;
- Hauraki, (neozelandese, da 7.112 t.s.l.), catturata il 12 luglio 1942;

per un totale di 31.341 t.s.l.